# Gardanne
Gardanne es una comuna francesa situada en el departamento de Bocas del Ródano, en la región de Provenza-Alpes-Costa Azul. Tiene una población estimada, a inicios de 2020, de 21 501 habitantes.
Es famosa por haber servido de modelo para varias obras de Paul Cézanne, que vivió en la localidad entre 1885 y 1886.

## Demografía
| 11 261 | 12 601 | 14 120 | 15 122 | 17 864 | 19 323 | 21 501 |
| Para los censos de 1962 a 1999 la población legal corresponde a la población sin duplicidades (Fuente: INSEE [Consultar]) |        |        |        |        |        |        |